# League of Legends világbajnokság
A League of Legends világbajnokság egy évente megrendezett professzionális League of Legends bajnokság, amelyet a Riot Games szervez minden szezon zárása előtt. Az első bajnokságot a 2011-ben tartották a 2011-es DreamHack Winter idején. A csapatok a világbajnoki címért, a 32 kilós Summoner's Cupért illetve a győztesnek járó 1 000 000 dollárért versenyeznek.

## Összegzés
| Év   | Döntő helyszíne | Döntő                    | Döntő    | Döntő                    | Döntő              | Elődöntős                      | Elődöntős                   |
| Év   | Döntő helyszíne | Győztes                  | Pontszám | Második helyezett        | Egyidejű nézettség | Elődöntős                      | Elődöntős                   |
| ---- | --------------- | ------------------------ | -------- | ------------------------ | ------------------ | ------------------------------ | --------------------------- |
| 2011 | Jönköping       | Fnatic                   | 2–1      | Against All Authority    | 210,000            | Team SoloMid                   | Epik Gamer                  |
| 2012 | Los Angeles     | Taipei Assassins         | 3–1      | Azubu Frost              | 1,100,000          | Counter Logic Gaming Europe    | Moscow Five                 |
| 2013 | Los Angeles     | SK Telecom T1            | 3–0      | Royal Club               | 8,500,000          | Fnatic                         | NaJin Black Sword           |
| 2014 | Szöul           | Samsung Galaxy White     | 3–1      | Star Horn Royal Club     | 11,000,000         | OMG                            | Samsung Galaxy Blue         |
| 2015 | Berlin          | SK Telecom T1            | 3–1      | KOO Tigers               | 14,000,000         | Fnatic                         | Origen                      |
| 2016 | Los Angeles     | SK Telecom T1            | 3–2      | Samsung Galaxy (esports) | 14,700,000         | ROX Tigers                     | H2k-Gaming                  |
| 2017 | Peking          | Samsung Galaxy (esports) | 3–0      | SK Telecom T1            |                    | Team WE                        | Royal Never Give Up         |
| 2018 | Incshon         | Invictus Gaming          | 3–0      | Fnatic                   |                    | Cloud9                         | G2 Esports                  |
| 2019 | Párizs          | FunPlus Phoenix          | 3–0      | G2 Esports               |                    | Invictus Gaming                | SK Telecom T1               |
| 2020 | Sanghaj         | DAMWON Gaming            | 3–1      | Suning                   |                    | G2 Esports                     | Top Esports                 |
| 2021 | Reykjavík       | Edward Gaming            | 3–2      | DWG KIA                  |                    | T1                             | Gen.G                       |
| 2022 | San Francisco   | DRX                      | 3–2      | T1                       |                    | JD Gaming                      | Gen.G                       |
| 2023 | Szöul           | T1                       | 3-0      | WeiboGaming FAW AUDI     | 6,400,000          | Beijing JDG Intel Esports Club | Bilibili Gaming Pingan Bank |
| 2024 | London          | T1                       | 3-2      | BiliBili Gaming          |                    | WeiboGaming TapTap             | Gen.G                       |

## Season 1
A Season 1 világbajnokságot 2011 júniusában tartották Svédországban a DreamHacken. A nyeremények összege 100 000$ volt, és a főnyeremény 50 000$ volt. 8 csapat versengett Észak-Amerikából, Délkelet-Ázsiából és Európából. Több mint 1,6 millió ember nézte a közvetítést, a csúcspontja több mint 210 000 néző egy időben a döntő idején.
| Helyezés | Csapat                | Játékosok                                    | Játékosok                                                                                    | Nyeremény |
| Helyezés | Csapat                | ID                                           | Játékos                                                                                      | Nyeremény |
| 1.       | Fnatic                | Shushei CyanideFI xPeke LaMiaZeaLoT Mellisan | Maciej Ratuszniak Lauri Happonen Enrique Cedeño Martinez Manuel Mildenberger Peter Meisrimel | 50 000$   |
| 2.       | against All authority | sOAZ Linak MoMa YellOwStaR Kujaa             | Paul Boyer Damien Lorthios Maik Wallus Bora Kim Jerome Negretti                              | 25 000$   |
| 3.       | Team SoloMid          | TheRainMan TheOddOne Reginald Chaox Xpecial  | Christian Kahmann Brian Wyllie Andy Dinh Shan Huang Alex Chu                                 | 10 000$   |

## Season 2
A Season 1 után a Riot bejelentette, hogy 5 000 000$ kerül kifizetésre a Season 2 keretében. Ebből a pénzből 2 millió dollár a Riot partnereihez került, közöttük az IGN Pro Leaguehez és más nagy eSport szervezetekhez. Másik 2 millió a Riot Season 2 kvalifikációs versenyeire és bajnokságira lett felhasználva. A maradék 1 millió pedig szervezők kifizetésére lett felhasználva, akik a különböző versenyek helyszíneit biztosították.
A Season 2 világbajnokságot 2012. október elején tartották Los Angelesben. 12 csapat nevezett a versenyre világszerte, akik az akkori legnagyobb nyereményért küzdöttek meg ami összesen 2 millió dollár volt, ebből a nyertes 1 milliót kapott. A csoportkörök, negyeddöntők és elődöntők október 4. és 6. között zajlottak. A ünnepélyes döntőt október 13-án tartották meg Dél-Kaliforniai Egyetemen, a Galen Centerben 10 000 rajongó előtt, a meccset 13 nyelven közvetítették. A döntőben Taiwan csapata, a Taipei Assassins győzedelmeskedett Dél-Korea csapata, az Azubu Frost felett 3 az 1-hez eredménnyel.

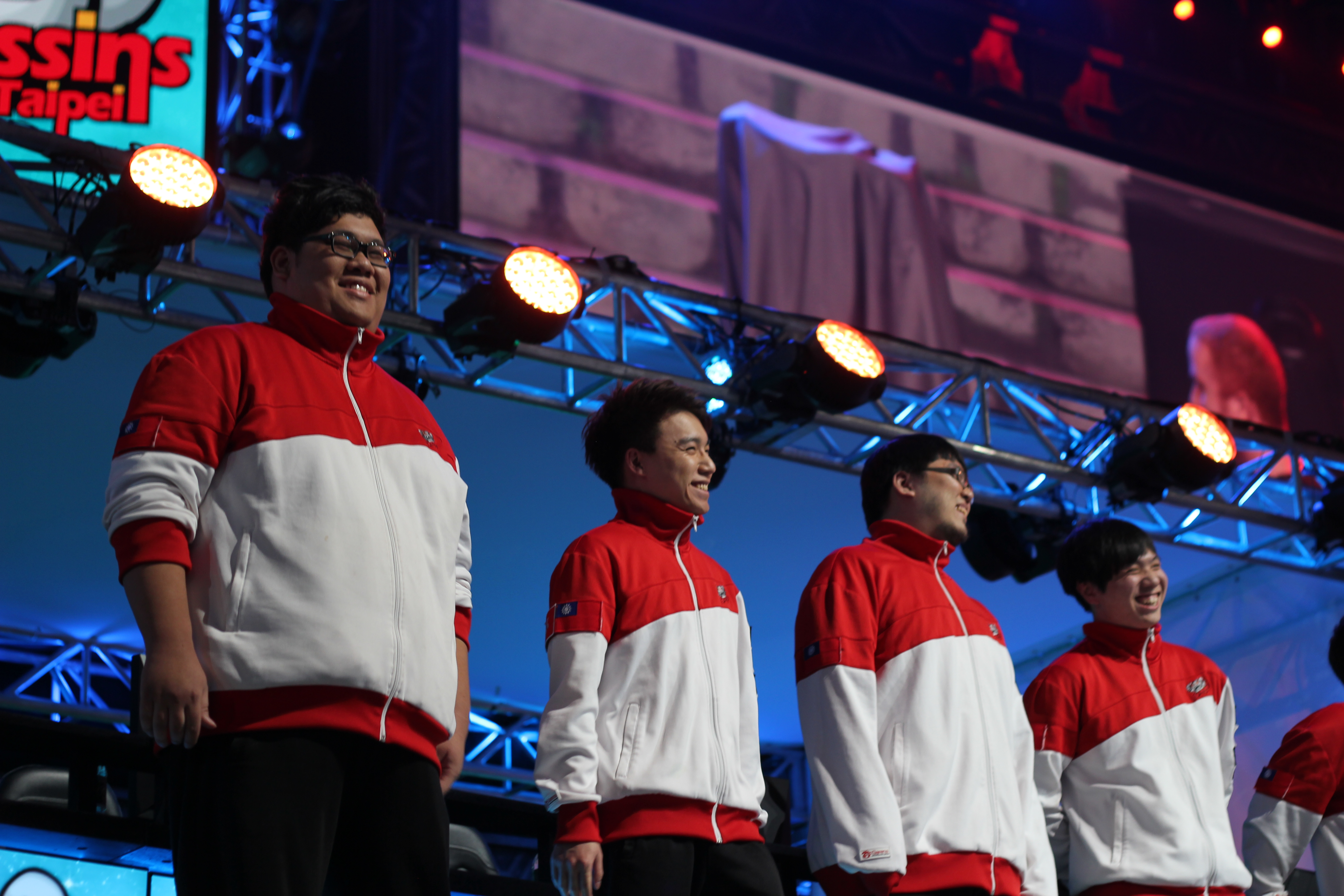
Taipei Assassins csoportkép, a Season 2 világbajnokai.

Több mint 8 millióan nézték a Season 2 világbajnokság közvetítését, a csúcs egyidőben 1,1 millió fő volt. Ezzel rekordot állított fel, amelyet később a Season 3 világbajnokság döntött meg.
| Helyezés | Csapat                      | Játékosok                                     | Játékosok                                                                           | Nyeremény  |
| Helyezés | Csapat                      | ID                                            | Játékos                                                                             | Nyeremény  |
| 1.       | Taipei Assassins            | Stanley Lilballz Toyz bebe MiSTakE            | Wang June Tsan Kuan-Po Alex Sung Wai-Kin Kurtis Lau Cheng Bo-Wei Chen Hui Chung     | 1 000 000$ |
| 2.       | Azubu Frost                 | Shy CloudTemplar RapidStar Woong MadLife      | Park Sang-Myun Lee Hyun-Woo Jung Min-Sung Jang Gun-Woong Hong Min-Gi                | 250 000$   |
| ED       | Counter Logic Gaming Europe | Wickd Snoopeh Froggen yellowpete Krepo        | Mike Petersen Stephen Ellis Henrik Hansen Peter Wüppen Mitch Voorspoels             | 150 000$   |
| ED       | Moscow Five                 | Darien Diamondprox Alex Ich Genja GoSu Pepper | Evgeny Mazaev Danil Reshetnikov Alexey Ichetovkin Evgeny Andryushin Edward Abgaryan | 150 000$   |

ED = Elődöntő (nem volt harmadik helyezésért meccs)

### Csalási problémák
A negyeddöntőkben Jang Gun Woong, az Azubu Frost csapat játékosa csalt, ugyanis a nézők számára felállított nagy kijelzőre nézett, ami mögötte volt. A kijelző a nézők számára volt, amin minden látszott és így olyat is megtudhatott az ellenfélről, amit nem kellene. Az incidens miatt az Azubu Frost 30 000$ büntetést kapott.

### Technikai problémák
A negyeddöntő utolsó best-of-three (BO3)  meccsén, amit október 6-án tartottak a Counter Logic Gaming EU és a kínai World Elite között több technikai probléma is felmerült. Körülbelül 20 perc után az első játék során az aréna internetkapcsolata leállt, így megszakadt az élő közvetítés Twitchen és mind a 10 játékos szerverkapcsolata megszűnt ami a játék újrakezdését okozta. Később, durván 60 perccel a harmadik játék kezdete után az internetkapcsolat ismét megszűnt. Utoljára megpróbálták újrakezdeni a harmadik játékot, de a továbbra is fennálló internetkimaradások és technikai problémák miatt, amik a játékosok gépeit érintették, az utolsó meccset áthelyezték október 10-re a Galen Centerbe, amelyen épp felújítást végeztek. Az internetproblémák eredete tisztázatlan, de valószínűleg hardverhiba okozta.

## Season 3
A Season 3 világbajnokság 2013. szeptember közepétől október elejéig tartott, helyszínéül Los Angeles szolgált. 14 csapat mérkőzött meg, jelen volt Észak-Amerika, Korea, Kína, Délkelet-Ázsia, Európa és egy csapat amely a regionális mérkőzéseken való győzelemmel vehetett részt a világbajnokságon. A döntőt a Staples Centerben tartották 2013. október 4-én ahol a Dél-Koreai SK Telecom T1 legyőzte a kínai Royal Clubot, ezzel megszerezve a világbajnoki címet, a Summoner's Cupot és az 1 millió dolláros főnyereményt.
A döntőt 32 millió ember nézte meg összesen, egyidőben a rekord 8,5 millió fő volt. Ezek a nézőszámok megdöntöttek az előző szezon nézőszámait, és egyben a 2013-as NBA-döntő valamint a 2013 World Series nézőszámait is.
| Helyezés | Csapat            | Játékosok                           | Játékosok                                                                  | Nyeremény  |
| Helyezés | Csapat            | ID                                  | Játékos                                                                    | Nyeremény  |
| 1.       | SK Telecom T1     | Impact Bengi Faker Piglet PoohManDu | Jung Eon-Yeong Bae Seong-Ung Lee Sang-Hyeok Chae Gwang-Jin Lee Jeong-Hyeon | 1 000 000$ |
| 2.       | Royal Club        | GoDlike Lucky Wh1t3zZ Uzi Tabe      | Xiao Wang Liu Junjie Pun Wai Lao Jian Zihai Pak Kan Wong                   | 250 000$   |
| ED       | Fnatic            | sOAZ Cyanide xPeke puszu YellOwStaR | Paul Boyer Lauri Happonen Enrique Cedeño Martinez Johannes Uibos Bora Kim  | 150 000$   |
| ED       | NaJin Black Sword | Expession watch Nagne PraY Cain     | Gu Bon-Taek Cho Jae-Geol Kim Sang-Moon Kim Jong-In Jang Nu-Ri              | 150 000$   |

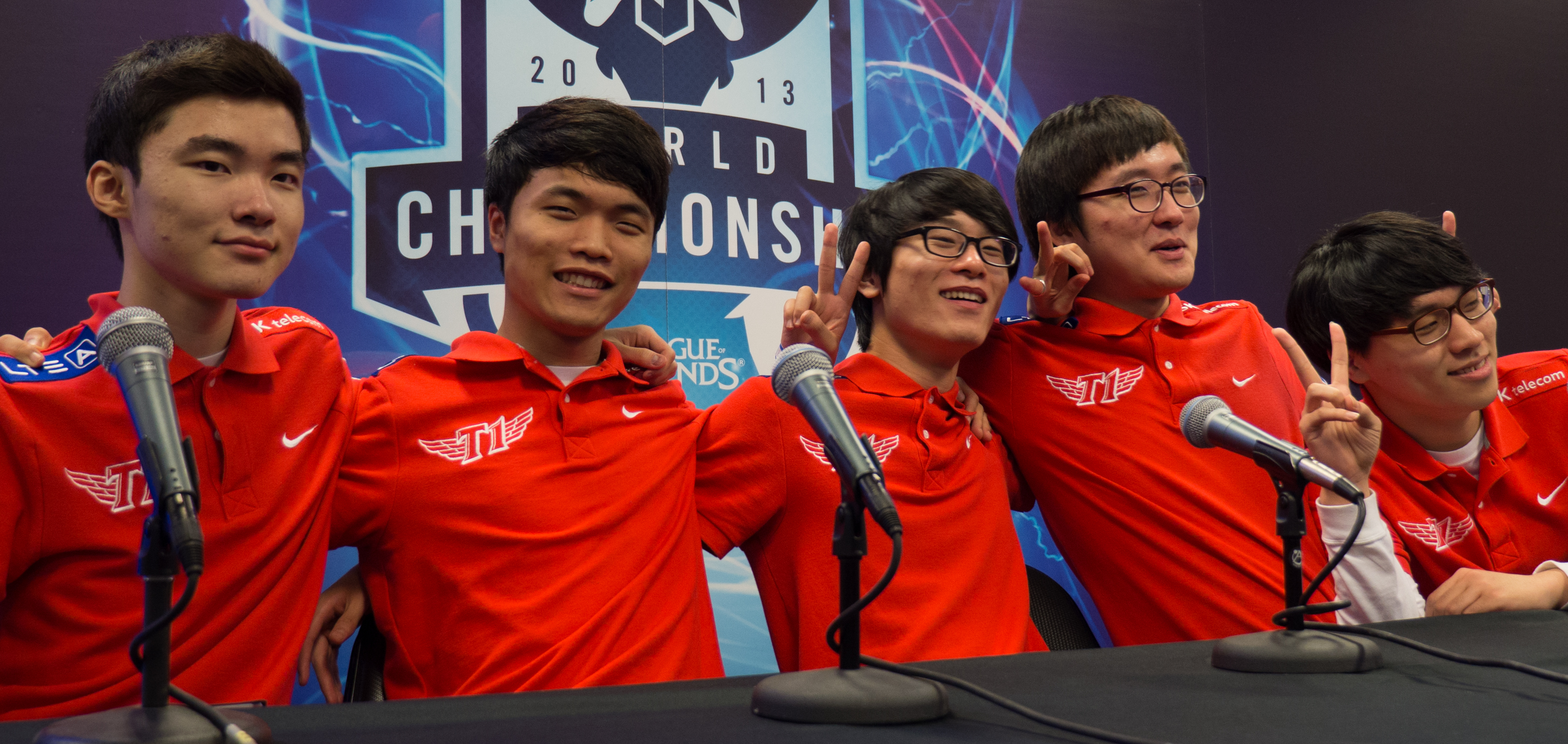
SK Telecom T1 csoportkép, a Season 3 világbajnokai.

ED = Elődöntő (nem volt harmadik helyezésért meccs)

## Season 4
A 2014-es, Season 4 világbajnokságon már 16 csapat vett részt, akik a 2,13 millió dolláros nyereményért versengtek. Ebből 14 csapat az elsődleges régiókból (Észak-Amerika, Európa, Korea, Kína, Tajvan), a maradék 2 csapat pedig regionális döntő során kerültek be (International Wildcard csapatok).
Az alapszakasz szeptember 18-án kezdődött Tajpejben és szeptember 28-án Szingapúrban folytatódott, ahol 8 csapat jutott tovább a rájátszásba. A rájátszás október 3-án kezdődött Puszanban (Dél-Korea), majd október 19-én a döntőt a 45 000 férőhelyes Seoul World Cup Stadiumban tartották, ahol a Samsung Galaxy White legyőzte a Star Horn Royal Club csapatot és ezzel a Season 4 világbajnokává vált.
Az amerikai Imagine Dragons megírta a Warriors című számot a világbajnokság betétdalaként és élőben fellépett a színpadon a döntőben.
A bajnokságot 40 távközlési partner közvetítette 19 nyelven. A döntőt 27 millió ember nézte, csúcsidőben egyszerre 11 millióan.
| Helyezés | Csapat               | Játékosok                       | Játékosok                                                            | Nyeremény  |
| Helyezés | Csapat               | ID                              | Játékos                                                              | Nyeremény  |
| 1.       | Samsung Galaxy White | Looper DanDy PawN imp Mata      | Jang Hyeong-Seok Choi In-Kyu Heo Won-Seok Gu Seung-Bin Cho Se-Hyeong | 1 000 000$ |
| 2.       | Star Horn Royal Club | cola inSec corn Uzi Zero        | Jiang Nan Choi In-Seok Lei Wen Jian Zihai Yun Kyung-Sub              | 250 000$   |
| ED       | OMG                  | Gogoing LoveLing cool san Cloud | Gao Diping Yin Le Yu Jiajun Guo Junliang Hu Zhenwei                  | 150 000$   |
| ED       | Samsung Galaxy Blue  | Acorn Spirit dade Deft Heart    | Choi Cheon-Ju Lee Da-Yoon Bae Eo-Jin Kim Hyuk-Kyu Lee Gwan-Hyung     | 150 000$   |

ED = Elődöntő (nem volt harmadik helyezésért meccs)

### Rasszizmussal kapcsolatos incidens
A bajnokság alapszakaszára való felkészülés közben Tajpejben, az SK Gaming játékosa, Dennis "Svenskeren" Johnsen érzéketlen módon viselkedett a tajvani szerveren. Tiszteletlen volt más játékosokkal és a fiókjának a "TaipeiChingChong" nevet adtak. Johnsent 2500 dollára büntették és csapata első három játéka alól fel lett függesztve.

## Season 5
A Season 4 után a Riot Games több változtatást is bemutatott a versenyszerű League of Legends-dzel kapcsolatban. A League Championship Series csapatainak számát 8-ról 10-re emelte mind Észak-Amerikában, mind Európában. Továbbá egy másik hivatalos versenyt is bejelentettek, Mid-Season Invitational néven, amelyet 2015. májusában tartottak és minden régióból 1 csapat vett részt. Továbbá, 2015-től kezdődően minden csapatnak egy vezetőedzőt kellett kijelölni akik a meccsek során a színpadon jelen voltak és kommunikáltak a csapattal a választási-tiltási fázis során. Ezzel hivatalosan is elismert pozícióvá tették a csapaton belül a vezetőedző szerepet.
A Season 5 világbajnokságot szerte Európában tartották 2015. októberében. Hasonlóan a Season 4 világbajnoksághoz, ez is egy több országban és több városban tartott esemény volt.
| Helyezés | Csapat        | Játékosok                                                         | Játékosok | Nyeremény  |
| Helyezés | Csapat        | ID                                                                | Játékos | Nyeremény  |
| 1.       | SK Telecom T1 | MaRin Bengi Faker Easyhoon (helyettesítő)* Bang Wolf KkOma (edző) | Jang Gyeong-Hwan Bae Seong-Ung Lee Sang-Hyeok Lee Ji-Hoon Bae Jun-Sik Lee Jae Wan Kim Jeong-Gyun                             | 1 000 000$ |
| 2.       | KOO Tigers    | Smeb Hojin Kuro PraY GorillA NoFe (edző)                          | Song Kyung-Ho Lee Ho-Jin Lee Seo-Haeng Kim Jong-In Kang Beom-Hyeon Jeong No-Chul                                             | 250 000$   |
| ED       | Fnatic        | Huni Reignover Febiven Rekkles YellOwStaR Deilor (edző)           | Heo Seung-Hoon Kim Ui-Jin Fabian Diepstraten Martin Larsson Bora Kim Louis Sevilla                                           | 150 000$   |
| ED       | Origen        | sOAZ Amazing xPeke Niels Mithy Hermit (edző)                      | Paul Boyer Maurice Stückenschneider Enrique Cedeño Martínez Jesper Svenningsen Alfonso Aguirre Rodriguez Tadayoshi Littleton | 150 000$   |

ED = Elődöntő (nem volt harmadik helyezésért meccs)
Easyhoon helyettesítette Fakert több meccsen a bajnokság során

### Obszcén incidens
Az alapszakasz végső napján Párizsban, a Cloud9 játékosa, Hai "Hai" Lam bemutatott ellenfelének a színpadon. Büntetése 500 euró volt.

### Technikai problémák
A negyeddöntő második játékában, amelyet a Fnatic és az Edward Gaming vívott egy játékbeli hiba érintette a Fnatic játékosát, Kim "Reignover" Ui-Jint amely megakadályozta a játék folytatását, így újra kellett kezdeni. Miután a Riot Games kivizsgálta az esetet, úgy döntöttek hogy kikapcsolják Gragast, a hőst amivel Reignover játszott a bajnokság további részére. Emellett Luxot és Ziggset is kikapcsolták, hasonló hiba miatt.

## Season 6
A 2016-os világbajnokságot az Amerikai Egyesült Államokban, Chicago, San Francisco, New York City és Los Angeles városokban rendezték meg. Összesen 16 csapat vett részt 4 csoportra bontva. A teljes nyereményalap 6.700.000 USD volt. Az első helyezett (SK Telecom T1) 2.680.000 dollárt, a második helyezett (Samsung Galaxy) 1.005.000 dollárt, a harmadik helyezett (ROX Tigers) 502.500 dollárt nyert. A többi nyereményalap az 5.-16. helyezett között oszlott meg. A döntőt az SK Telecom T1 nyerte 3-2-re a Samsung Galaxy ellen. Faker és Bengi, harmadik alkalommal nyerte meg a világbajnokságot (2013,2015,2016). A döntőt összesen 43 millió ember tekintette meg, egyidejű nézettség rekordja 14,7 millió néző volt, minden eddigi nézettségi rekordot megdöntöttek.
| Helyezés | Csapat         | Játékosok                                                | Játékosok | Nyeremény  |
| Helyezés | Csapat         | ID                                                       | Név | Nyeremény  |
| -------- | -------------- | -------------------------------------------------------- | --- | ---------- |
| 1st      | SK Telecom T1  | Duke Bengi Blank Faker Bang Wolf KkOma (coach)           | Lee Ho-seong Bae Seong-ung Lee Sun-gu Lee Sang-hyeok Bae Jun-sik Lee Jae-wan Kim Jeong-gyun                        | $2,680,000 |
| 2.       | Samsung Galaxy | CuVee Ambition Crown Ruler CoreJJ Wraith Edgar (coach)   | Lee Sung-jin Kang Chan-yong Lee Min-ho Park Jae-hyeok Jo Yon-gin Kwon Ji-min Choi Woo-bum                          | $1,005,000 |
| 3.–4.    | H2k            | Odoamne Jankos Ryu FORG1VEN Freeze Vander Pr0lly (coach) | Andrei Pascu Marcin Jankowski Yoo Sang-wook Konstantinos-Napoleon Tzortziou Aleš Kněžínek Oskar Bogdan Neil Hammad | $502,500   |
| 3.–4.    | ROX Tigers     | Smeb Peanut Kuro Cry PraY GorillA NoFe (coach)           | Song Kyung-ho Han Wang-ho Lee Seo-haeng Hae Seong-min Kim Jong-in Kang Beom-hyeon Jeong No-chul                    | $502,500   |

## Season 7
A 2017-es világbajnoki sorozat 2017 szeptemberében kezdődött és 2017 novemberében ért véget. Kínában 4 különböző helyszínen rendezték meg: Vuhanban (selejtezők és csoportok), Kantonban (negyeddöntők), Sanghajban (elődöntők) és Pekingben (döntő). A 7.18-as patch-en játszották, a legújabb bajnok Ornn letiltásával. A 7.18-as javítás valamivel régebbi, mint a 7.19-es és 7.20-as javítás, amelyek a szeptember-novemberi időszakban az online meccsek új szabványát jelentik. A legszembetűnőbb különbség az erősebb Ardent Censer támogatási meta a 7.18-as javítással.